# Tobias Hysén
Glenn Tobias Hysén, född 9 mars 1982 i Göteborg, är en svensk före detta fotbollsspelare (anfallare). Hysén spelade över 200 matcher för IFK Göteborg, vilka han 2009 blev allsvensk skyttekung för med 18 gjorda mål. Hysén är son till den före detta fotbollsspelaren Glenn Hysén samt halvbror till målvakten (numera forwarden) Alexander Hysén och vänsterbacken Anton Hysén alla i fotbollssläkten Hysén.

## Klubbkarriär

### Tidiga år och BK Häcken
Tobias Hysén började spela fotboll i Ubbhults IF när han var 4,5 år. Därefter spelade han för Lundby IF. Efter det blev det spel i Lindholmens BK, innan Hysén som 13-åring återvände till Lundby. 1999 gick han över till BK Häcken.
Hysén slog igenom i BK Häcken när laget spelade i Superettan varpå han fick chansen i U21-landslaget. 

### Djurgårdens IF
Hysén värvades 2004, trots att ha varit så gott som klar för norska Lyn, till Djurgårdens IF där han utvecklades till en av allsvenskans bästa anfallare alternativt offensiva mittfältare. Hysén blev 2005 uttagen i Årets lag som vänsterforward. I laguppställningarna blev Hysén oftast placerad som vänsteranfallare i Djurgårdens 4–3–3-system. I vissa matcher spelade han istället mittfältare efter positionsbyten med den offensive mittfältaren Daniel Sjölund.
I skytteligan för Royal League 2005/2006 slutade Hysén delad etta med 6 mål.

### Sunderland
23 augusti 2006 skrev Hysén på ett kontrakt för den engelska The Championship-klubben Sunderland med en transfersumma på drygt 23 miljoner kronor. Hysén anslöt till Sunderland mellan den fjärde och femte seriematchen. Av seriens 42 återstående matcher spelade Hysén 26, varav 15 från start. Sunderland vann den engelska andradivisionen och gick därmed återigen upp till Premier League. 

### IFK Göteborg
Enligt rapporter i media stämde inte den sociala tillvaron i England för Hysén, som istället för att ta chansen att spela i Premier League valde att gå till IFK Göteborg. Han blev därmed den femte medlemmen ur familjen Hysén att ha spelat för Göteborgsklubben.
Hysén kom till ett IFK Göteborg, som var inblandat i allsvenskans guldstrid säsongen 2007. Mestadels som inhoppare, var han med om att föra laget till SM-guld och vinst i svenska cupen för klubblaget. Han deltog i samtliga av de 52 tränings- och tävlingsmatcher, som IFK spelade under året. Säsongen 2009 började Hysén hitta tillbaka till målformen. Hans många mål bidrog dels till många viktiga poäng för laget, dels till att han hela säsongen tillhörde täten av skytteligan. Detta utvecklades till en tvekamp mellan honom och Wanderson i GAIS. Till slut innebar det en delad seger i skytteligan med 18 mål vardera. 
Under 2009 gjorde Hysén comeback i landslaget. Efter skador bland anfallarna kallades Hysén in från en utlandssemester. Den 19 april 2010 skrev Hysén ett nytt kontrakt med IFK Göteborg som sträckte sig till 2013. Den 8 juli 2011 förlängde han sitt kontrakt med IFK Göteborg fram till säsongen 2015.

### Shanghai SIPG
I början av 2014 skrev Hysén på för kinesiska Shanghai East Asia.

### Återkomst i IFK Göteborg
I januari 2016 blev det klart att Hysén återvände till IFK Göteborg, där han skrev på ett tvåårskontrakt med option på ytterligare ett år. Optionen användes och hans kontrakt förlängdes över säsongen 2018. Efter säsongen 2018 avslutade Hysén sin karriär som professionell fotbollsspelare.

### Kungsbacka City
Inför säsongen 2019 gick Hysén till division 6-klubben Kungsbacka City. Han gjorde 17 mål på 18 matcher under säsongen 2019. Följande säsong gjorde Hysén fem mål på 10 matcher i Division 5.

## Landslagskarriär
Tobias Hysén gjorde det avgörande målet i playoff-mötet mot Spanien i U21-EM-kvalet i november 2003. I det första mötet vann Sverige med 2–0 på hemmaplan. I returen i Spanien tog hemmalaget ledningen i den 23:e minuten. I den 66:e minuten byttes Stefan Ishizaki ut mot Hysén. Fyra minuter senare spelade Kim Källström fram till Tobias Hysén, som kunde slå in 1–1 vilket stod sig matchen ut. Det innebar totalt 3–1 till Sverige, som därmed tog en plats i U21-EM i Tyskland 2004. Där vann Sveriges lag alla sina tre matcher i gruppspelet, men förlorade i semifinalen och även i bronsmatchen mot Portugal.

## Meriter

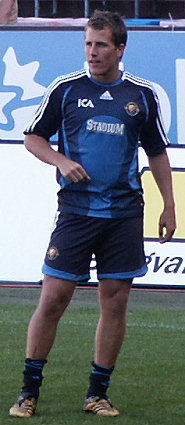
Tobias Hysén i Djurgården 2006.

### I klubblag
Djurgårdens IF
- Svensk mästare 2005
- Svenska Cupen (2): 2004, 2005

 Sunderland AFC
- Serieseger The Championship: 2006/07

 IFK Göteborg
- Svensk mästare 2007
- Svenska Cupen 2008, 2013
- Supercupen 2008

### Individuellt
- Årets Geting: 2002
- Flest assist i Superettan: 2003
- Årets Järnkamin: 2004
- Årets Nykomling: 2004
- Skyttekung i Allsvenskan: 2009 (Delad med Wanderson do Carmo)
- Årets spelare i Allsvenskan: 2009, 2013
- Årets Forward i Allsvenskan: 2013

### I landslag
Sverige
- Med i truppen till EM 2012 (dock utan speltid)
- Reserv på hemmaplan för VM 2006
- Deltog i U21-EM i Tyskland 2004

## Säsongsfacit: seriematcher / mål
- 2012: 30 / 6
- 2011: 29 / 16
- 2010: 22 / 10
- 2009: 27 / 18
- 2008: 30 / 4
- 2007: 6 / 1 (spelade omgång 20-26)
- 2006/2007: 26 / 4
- 2006: 15 / 5 (till och med 23 augusti)
- 2005: 25 / 9
- 2004: 25 / 3
- 2003: 28 / 5
- 2002: 25 / 7

## Övrig karriär
2017 och 2018 deltar Hysén i den utsålda podcastshowen Della grande på Draken. Båda showerna producerades av produktionsbolaget Under produktion.
2019 släppte han den självbiografiska boken ”Tobias Hysén – Jag är inte klar!”